# کریم رسانگ

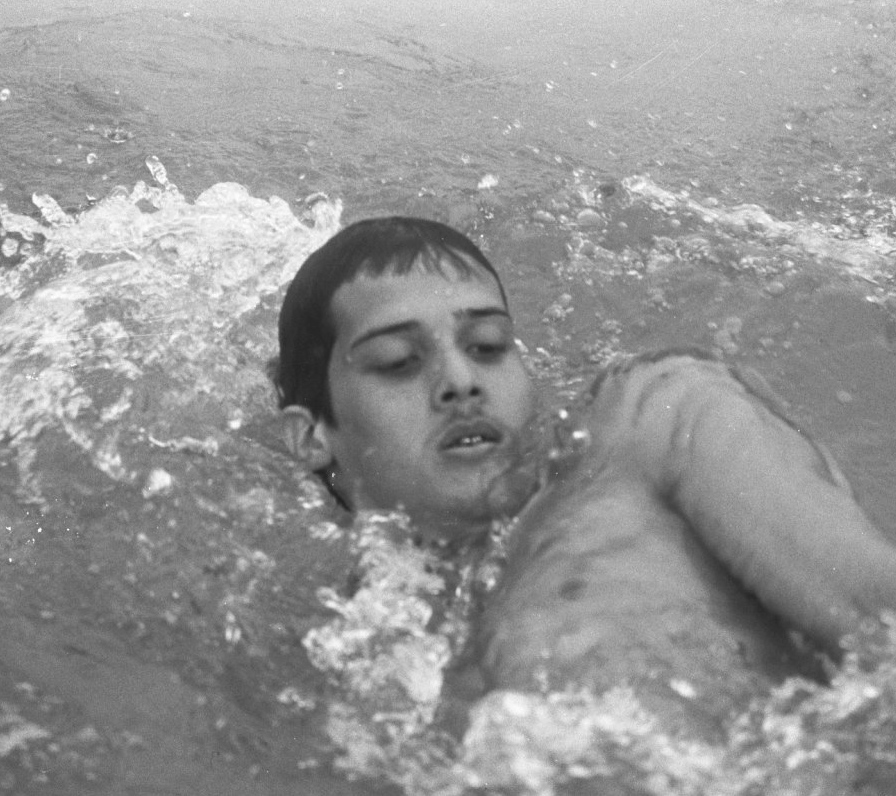
کریم رسانگ - ۱۹۷۳

کریم رسانگ (به انگلیسی: Karim Ressang) (زادهٔ ۱۵ نوامبر ۱۹۵۵) شناگر اهل هلند است.